# جيك إيستوود
جيك إيستوود (بالإنجليزية: Jake Eastwood) هو لاعب كرة قدم بريطاني في مركز حراسة المرمى، ولد في 3 أكتوبر 1996 في شفيلد في المملكة المتحدة. لعب مع سكونثورب يونايتد ونادي تشيسترفيلد.

## وصلات خارجية
- جيك إيستوود على موقع قاعدة بيانات كرة القدم.إي يو (الإنجليزية)
- جيك إيستوود على موقع Soccerbase.com (لاعب) (الإنجليزية)
- جيك إيستوود على موقع Soccerway.com (الإنجليزية)